# Mario Orsini
Mario Orsini (fl. XX secolo) è stato un calciatore italiano, di ruolo centrocampista.

## Carriera
Giocò nel Savoia di Torre Annunziata disputando tre stagioni in massima serie, dove collezionò 20 presenze e 2 reti. Fu campione dell'Italia Centromeridionale e vicecampione d'Italia nel 1924. Dopo un intermezzo nel Vomero, tra il 1930 ed il 1932 in maglia biancoscudata collezionò altri 17 gettoni di presenza, tutti in Prima Divisione.

## Statistiche

### Presenze e reti nei club
| Stagione        | Squadra         | Campionato      | Campionato | Campionato |
| Stagione        | Squadra         | Comp            | Pres       | Reti       |
| --------------- | --------------- | --------------- | ---------- | ---------- |
| 1922-1923       | Savoia          | PD              | 1          | 0          |
| 1923-1924       | Savoia          | PD              | 11         | 2          |
| 1924-1925       | Savoia          | PD              | 8          | 0          |
| 1925-1926       | Savoia          | -               | -          | -          |
| 1926-1927       | Savoia          | SD              | 8          | 3          |
| 1927-1928       | Savoia          | PD              | ?          | ?          |
| 1928-1929       | Savoia          | -               | -          | -          |
| 1929–1930       | Vomero          | -               | ?          | ?          |
| 1930-1931       | Savoia          | PD              | 14         | 0          |
| 1931-1932       | Savoia          | PD              | 13         | 0          |
| Totale Savoia   | Totale Savoia   | Totale Savoia   | 55+        | 5+         |
| Totale carriera | Totale carriera | Totale carriera | 55+        | 5+         |

## Palmarès

### Club

#### Competizioni nazionali
- Campione dell'Italia Centro Meridionale: 1

Savoia: 1923-1924

#### Competizioni regionali
- Campione Campano: 3

Savoia: 1922-1923, 1923-1924, 1924-1925